# Villa velox
Villa velox är en tvåvingeart som först beskrevs av White 1916.  Villa velox ingår i släktet Villa och familjen svävflugor. Inga underarter finns listade i Catalogue of Life.